# Marta Škárová
Marta Škárová (* 1948) je česká právnička a soudkyně.
Jejím otcem byl český cestovatel a lékař Josef Aul. Po ukončení vysokoškolských studií na Právnické fakultě Univerzity Karlovy působila jako soudkyně na Obvodním soudu pro Prahu 4, a později na odvolacím Městském soudu v Praze jako předsedkyně senátu. V roce 1991 se stala soudkyní Nejvyššího soudu České republiky a od roku 1996 pak předsedkyní senátu Nejvyššího soudu v Brně.
Od devadesátých let se věnovala odborné publikační činnosti, patří k významným autorům či spoluautorům řady právnických publikací z oboru občanského práva a v tomto oboru je i její lektorská a přednášková činnost, zaměřená zejména na náhradu škody. Spolupodílela se též na přípravě Metodiky k náhradě nemajetkové újmy na zdraví podle nového občanského zákoníku. Obdržela několik ocenění za svou lektorskou a publikační činnost. Koncem roku 2018 ukončila po 46 letech své aktivní působení ve funkci soudce.